# Авиатор (регбийный клуб)
«Авиатор» (укр. Авіатор) — украинский регбийный клуб из Киева, основан в 1963 году.

## Наименования
- 1964—1970: «Спартак»
- 1971—1977: КИИГА
- 1978—1990: «Авиатор»
- 1991—1994: «Феникс»
- С 1994: «Авиатор»

## Краткая история
Основан в 1963 году на базе регбийной секции Киевского института ГВФ (с 1965 г. — Киевского института инженеров гражданской авиации / КИИГА) и является наиболее титулованным клубом в истории УССР и Украины (17 титулов чемпиона УССР). В 1978 году выиграл первое в истории золото чемпионата СССР. В составе команды золотыми медалями были награждены: Сергей Анисимов, Владимир Беспалов, Сергей Бондарев, Станислав Бурмак, Анатолий Гоняный, Сергей Гугуев, Олег Дикалов, Юрий Евенко, Евгений Клюско, Валерий Ключников, Юрий Ковальчук, Александр Кофто, Алексей Поздняков, Олег Слюсарь, Александр Тимашов, Валерий Устюжанин, Николай Торопов, Анатолий Шеверёв, Глеб Шульгин. Старший тренер — Игорь Бобков. Играющие тренеры — Анатолий Гоняный и Анатолий Шеверёв. Согласно некоторым, чемпионами также были признаны ещё шесть игроков: Сергей Фещенко, Игорь Зозуля, Сергей Брюзгин, Павел Дмитриенко, Виктор Шинкарь и Калью (Келья) Тельвар.
Клуб также выигрывал три раза Кубок СССР. Лучшими бомбардирами чемпионатов СССР от «Авиатора» становились в 1972 году Юрий Бируля (75 очков), в 1974 году — Владимир Бобров (97 очков), а в 1983 году — Анатолий Гоняный (180 очков).

## Достижения
Чемпионат СССР
- Чемпион (1): 1978
- Серебряный призёр (3): 1974, 1975, 1981
- Бронзовый призёр (5): 1976, 1982, 1984, 1987, 1990

Кубок СССР
- Обладатель Кубка (3): 1979, 1982, 1984

Чемпионат УССР
- Чемпион (17): 1966, 1970, 1972, 1973, 1974, 1977, 1978, 1980, 1981, 1982, 1983, 1984, 1985, 1986, 1987, 1989, 1990
- Серебряный призёр (6): 1965, 1967, 1968, 1969, 1971, 1991,
- Бронзовый призёр (2): 1975, 1991

Чемпионат Украины
- Серебряный призёр (3): 1992, 2003, 2006
- Бронзовый призёр (7): 1993, 1994, 1995, 2005, 2007, 2008, 2010